# Enric Rabassa
Enric Rabassa Llompart (* 19. April 1920; † 29. Dezember 1980) war ein spanischer Fußballspieler und -trainer.

## Karriere
Als Spieler war Rabassa für unterklassige Teams, darunter UE Sants, FC Badalona, San Celoni und San Sadurní, aktiv.
Seine Trainerkarriere startete er bei den Jugendmannschaften des FC Barcelona. In den Saisons 1958/59 und 1959/60 war er der Co-Trainer von Helenio Herrera beim FC Barcelona. Nachdem Herrera Ende der Saison 1959/60 entlassen worden war, kam Rabassa als Chefcoach zum Zug. Obwohl er nur für wenige Spiele Chefcoach von Barcelona war, gewann er mit Barça die spanische Liga 1960 und  den Messepokal 1960. Nach dieser Saison wurde Ljubiša Broćić Coach des FC Barcelona und Rabassa Coach von CD Condal.
In der Saison 1961/62 übernahm er am 20. Spieltag den Cheftrainerposten des Tabellenletzten der Primera Disivión, CD Teneriffa. Da aber Teneriffa auch unter Rabassa nur zwei von möglichen 11 Ligaspielen gewann, verblieb Teneriffa auf dem letzten Platz und stieg in die Segunda División ab. In der darauffolgenden Saison übernahm er das Traineramt des Erstligaaufsteigers Deportivo La Coruña. Auch hier war Rabassa nicht sonderlich erfolgreich und hatte mit Depor nach dem 10. Spieltag 7 von 30 möglichen Punkten geholt. Dies veranlasste die Vereinsführung von Deportivo dazu, ihn zu entlassen.
Bis zu seinem Ende seiner Trainerlaufbahn 1969 trainierte er noch die Klubs CE l’Hospitalet, CD Atlético Baleares und den FC Reus.

## Erfolge
Trainer:
- Spanische Meisterschaft: 1960
- Messepokal: 1960